# Division d’Honneur (Guadeloupe)
Die 1937 gegründete Division d’Honneur ist die höchste Spielklasse des nationalen Fußballverbands von Guadeloupe.
Rekordsieger ist CS Moulien mit 14 Meisterschaften. Neben der Qualifikation zur CONCACAF Champions League und dem CFU Club Championship können sich die Vereine auch für die Coupe de France qualifizieren, da die kleine Insel in der Karibik ein integrierter Teil Frankreichs ist. Aktuell wird die Liga in der Saison 2021/22 in zwei Gruppen mit jeweils zehn Mannschaften ausgetragen. Die beiden Erstplatzierten jeder Gruppe spielen dann am Ende um den Titel, die beiden Letztplatzierten um den Abstieg.

## Alle Meister
| - 1937: unbekannt - 1938/39: unbekannt - 1940: AS Redoutable (Pointe-à-Pitre) - 1941: Cygne Noir (Basse-Terre) - 1942: AS Redoutable (Pointe-à-Pitre) - 1943: Racing Club (Basse-Terre) - 1944/45: CS Moulien (Le Moule) - 1945/46: unbekannt - 1946/47: CS Moulien (Le Moule) - 1947/48: CS Moulien (Le Moule) - 1948/49: CS Moulien (Le Moule) - 1949/50: Racing Club (Basse-Terre) - 1950/51: CS Moulien (Le Moule) - 1951/52: Red Star (Pointe-à-Pitre) - 1952/53: CS Moulien (Le Moule) - 1953/54: Arsenal (Petit-Bourg) - 1954/55: CS Moulien (Le Moule) - 1955/56: CS Moulien (Le Moule) - 1956/57: CS Capesterrien (Capesterre-Belle-Eau) - 1957/58: unbekannt - 1958/59: unbekannt - 1959/60: La Gauloise (Basse-Terre) - 1960/61: unbekannt - 1961/62: CS Capesterrien (Capesterre-Belle-Eau) - 1962/63: Cygne Noir (Basse-Terre) - 1963/64: CS Capesterrien (Capesterre-Belle-Eau) - 1964/65: CS Moulien (Le Moule) - 1965/66: Red Star (Pointe-à-Pitre) | - 1966/67: Juventus SA (Sainte-Anne) - 1967/68: Racing Club (Basse-Terre) - 1968/69: Juventus SA (Sainte-Anne) - 1969/70: Red Star (Pointe-à-Pitre) - 1970/71: La Gauloise (Basse-Terre) - 1971/72: Cygne Noir (Basse-Terre) - 1972/73: Juventus SA (Sainte-Anne) - 1973/74: Juventus SA (Sainte-Anne) - 1974/75: Juventus SA (Sainte-Anne) - 1975/76: Juventus SA (Sainte-Anne) - 1976/77: La Gauloise (Basse-Terre) - 1977/78: La Gauloise (Basse-Terre) - 1978/79: Juventus SA (Sainte-Anne) - 1979/80: L’Etoile (Morne-à-l’Eau) - 1980/81: L’Etoile (Morne-à-l’Eau) - 1981/82: L’Etoile (Morne-à-l’Eau) - 1982/83: Cygne Noir (Basse-Terre) - 1983/84: JS Capesterre (Capesterre-de-Marie-Galante) - 1984/85: CS Moulien (Le Moule) - 1985/86: US Ansoise (Anse-Bertrand) - 1986/87: US Ansoise (Anse-Bertrand) - 1987/88: Solidarité SC (Baie-Mahault) - 1988/89: Zénith (Morne-à-l’Eau) - 1989/90: Solidarité SC (Baie-Mahault) - 1990/91: Solidarité SC (Baie-Mahault) - 1991/92: Solidarité SC (Baie-Mahault) - 1992/93: Solidarité SC (Baie-Mahault) - 1993/94: CS Moulien (Le Moule) - 1994/95: Arsenal (Petit-Bourg) - 1995/96: L’Etoile (Morne-à-l’Eau) | - 1996/97: L’Etoile (Morne-à-l’Eau) - 1997/98: L’Etoile (Morne-à-l’Eau) - 1998/99: Racing Club (Basse-Terre) - 1999/00: Juventus SA (Sainte-Anne) - 2000/01: L’Etoile (Morne-à-l’Eau) - 2001/02: L’Etoile (Morne-à-l’Eau) - 2002/03: Phare du Canal (Petit-Canal) - 2003/04: Racing Club (Basse-Terre) - 2004/05: AS Gosier (Le Gosier) - 2005/06: JS Vieux-Habitants (Vieux-Habitants) - 2006/07: L’Etoile (Morne-à-l’Eau) - 2007/08: Evolucas (Petit-Bourg) - 2008/09: CS Moulien (Le Moule) - 2009/10: JS Vieux-Habitants (Vieux-Habitants) - 2010/11: CS Moulien (Le Moule) - 2011/12: AJSS Saintes (Terre-de-Haut) - 2012/13: CS Moulien (Le Moule) - 2013/14: CS Moulien (Le Moule) - 2014/15: CS Moulien (Le Moule) - 2015/16: USR (Sainte-Rose) - 2016/17: USR (Sainte-Rose) - 2017/18: CS Moulien (Le Moule) - 2018/19: Amical Club (Grand-Bourg de Marie Galante) - 2019/20: AS Gosier (Gosier) - 2020/21: AS Gosier (Gosier) - 2021/22: Solidarité SC (Baie-Mahault) - 2022/23: CS Moulien (Le Moule) - 2023/24: CS Moulien (Le Moule) |